# کریس کورنس
کریس کورنس (انگلیسی: Chris Cornes؛ زادهٔ ۲۰ دسامبر ۱۹۸۶) بازیکن فوتبال اهل بریتانیا است.
از باشگاه‌هایی که در آن بازی کرده‌است می‌توان به باشگاه فوتبال ردیچ یونایتد، باشگاه فوتبال ولورهمپتون واندررز، باشگاه فوتبال تلفورد یونایتد، باشگاه فوتبال ووستر سیتی، و باشگاه فوتبال پورت ویل اشاره کرد.